# 1887 na música

## Nascimentos
| Data          | Nome               | Profissão            | Nacionalidade | Observações | Ref |
| ------------- | ------------------ | -------------------- | ------------- | ----------- | --- |
| 28 de Janeiro | Arthur Rubinstein  | pianista             | Polónia       | m. 1982     |     |
| 5 de Março    | Heitor Villa-Lobos | compositor e maestro | Brasil        | m. 1959     |     |

## Mortes
| Data            | Nome              | Profissão            | Nacionalidade | Observações | Ref |
| --------------- | ----------------- | -------------------- | ------------- | ----------- | --- |
| 27 de Fevereiro | Aleksandr Borodin | compositor e químico | Rússia        | n. 1833     |     |